# Visegrádi királytalálkozó
A visegrádi királytalálkozó a Károly Róbert magyar király által összehívott, Luxemburgi János cseh király és Nagy Kázmér lengyel király részvételével 1335 október végén és november elején megrendezett diplomáciai találkozó volt. Eredményeképpen megszűnt a Lengyelország és Csehország közötti ellenségeskedés, helyette a három ország között szövetség és kereskedelmi együttműködés jött létre.

## Előzmények
Lokietek Ulászló 1314-ben egyesítette a lengyel részfejedelemségeket, 1320-ban pedig lengyel királlyá koronáztatta magát. Kétfrontos háborút vívott a Német Lovagrenddel és Luxemburgi János cseh királlyal, aki a lengyel trónra is igényt tartott. Ulászló Károly Róbert magyar király szövetségét kereste, aki 1320-ban a veje lett. 1327-ben Károly Róbert Luxemburgi János cseh királlyal nagyszombati találkozójukon már fontos gazdasági egyezményt kötött, a két ország közös valutarendszerét létrehozva. Ebben a helyzetben Károly Róbert igyekezett kibékíteni a lengyel és cseh királyt, amire akkor nyílt lehetőség, amikor Ulászló halála után annak fia, Nagy Kázmér lett a lengyel király, aki egyben Károly Róbert sógora volt. Kázmér hajlott a kiegyezésre, hogy megszabaduljon a kétfrontos harctól. János cseh királynak pedig azért vált a kiegyezés érdekévé, mert német királyi ambíciói miatt ellentétbe került nemcsak az osztrák hercegekkel (Habsburgokkal), hanem IV. Lajos német-római császárral is.

## Politikai egyezmény
A személyes találkozó előkészítéseként a lengyel és cseh király követei a magyar király küldötteinek jelenlétében 1335 augusztusában Trencsénben kidolgozták a megállapodás feltételeit. Ezt követően szeptember elején Károly Róbert szövetséget kötött a cseh királlyal II. Albert osztrák herceg ellen.
Ezután került sor 1335 október végén és november elején a hármas találkozóra Visegrádon. Megállapodtak a kölcsönös katonai segítségnyújtásról a IV. Lajos német-római császár és II. Albert osztrák herceg ellen, Luxemburgi János lemondott lengyel trónigényéről, III. Kázmér pedig Sziléziáról, valamint azt is tudomásul vette, hogy Pomeránia a Német Lovagrend birtokában marad.
A közös katonai akciók eredményeképpen János cseh király 1336-ban elfoglalta Ausztria északi részét, Károly Róbert pedig 1337-ben visszafoglalta a Muraközt, és végleg leszámolt a Kőszegiek nyugati határ menti hatalmával. 1338-ban Károly megújította a magyar-cseh szövetséget, 1339-ben I. Károly és III. Kázmér megegyezett abban, ha valamelyikük törvényes fiúutód nélkül halna meg akkor a trón a másikra, vagy ha már nem él, fiára szálljon. Károly ekkor kötelezte magát, hogy segíti a lengyel királyt a Német Lovagrend ellenében.

## Gazdasági egyezmény
A találkozó egyik célja az volt, hogy a résztvevők elsimítsák ellentéteiket és gazdasági-politikai együttműködésben állapodjanak meg Bécs árumegállító joga ellenében. 
Új kereskedelmi utakat jelöltek ki, hogy kikerüljék a bécsi vámot. A Buda–Brünn útvonal főbb állomásai Esztergom, Nagyszombat és Holics voltak. Buda és Brünn teljes árumegállító jogot kaptak. A lengyel-orosz kereskedelem magyarországi központja Kassa lett.
Ez az együttműködés olyan sikeres volt, hogy a három királyság gazdasága ebben a korban virágkorát élte.
Magyarország és Csehország között a királytalálkozó körüli években valutaunió is létezett. 1320 táján Magyarországon mintegy harmincötféle hazai és külföldi pénzfajta és veretlen ezüst volt forgalomban. A sokféle pénz helyett a báni dénárok mintájára 1323-ban megkezdték az állandó értékű ezüstdénár verését. Ez a reform azonban sikertelen volt, mivel a dénár névértéke sokkal nagyobb volt a tényleges ezüsttartalomnál, így inkább a cseh ezüstgarast használták helyette. Ezért 1325-ben áttérve az aranyvaluta-rendszerre firenzei mintára aranyforintot kezdtek verni, de önmagában ez sem segített, mert ez sem tudta kiszorítani a cseh ezüstgarast. Végül Károly Róbert 1327-ben Nagyszombatban megegyezett János cseh királlyal, hogy mindkét országban vegyes, arany-ezüst valutarendszert fognak használni. Ennek értelmében 1329-ben Magyarországon is megkezdődött az állandó értékű ezüstgaras verése, a korábbi ezüstdénárokat („apródénár” vagy „kisdénár”) pedig váltópénzként használták. Minden más pénz használatát megtiltották. Az aranyforint később körmöci arany néven Közép-Európa egyik legkedveltebb pénze lett. Az ezüstdénárok azonban továbbra is évi kényszerbeváltás alá estek (kamara haszna), ami zavarokat okozott a pénzforgalomban, ezért 1336-ban megszüntették az ezüstdénár kényszerbeváltását. A pénzreform következő lépéseként így a váltópénz értékét is stabilizálták.
1338-ban az ezüst nagyarányú áresése miatt Magyarország visszatért az aranyvalutára, az ezüstgaras és az apródénár megszűnt, és új értékálló ezüstdénárokat vezettek be váltópénzként.

## A találkozó Thuróczy János krónikájában
Az Úr 1335. évében, Szent Márton ünnepe körül János cseh király és fia, Károly, meg a lengyelek királya Magyarországra, Visegrád várába jött Károly királyhoz, hogy ott örök békeegyezséget kössenek. Ez meg is történt. A cseh király ebédjére a magyar király bőkezűségéből mindennap kétezer ötszáz kenyeret adtak, és a királyi étekből is bőségesen; a lovaknak pedig egy-egy napra huszonöt mérő abrakot. A lengyel király ebédjére pedig ezerötszáz kenyeret és élelmiszert bőségesen; borból száznyolcvan hordót mértek ki. Magyarország királya különböző drága ékszerekkel is megajándékozta a csehek királyát, úgymint ötven ezüstkorsóval, két tegezzel, két övvel, egy csodálatos sakktáblával, két felbecsülhetetlen értékű nyereggel, egy szíjas tőrrel, amely kétszáz ezüstmárkát ért, meg egy csodálatos munkával kidolgozott gyöngykagylóval. Mivel Lengyelország királya adófizetője volt a csehek királyának, s mivel Károly, Magyarország királya feleségül vette a lengyel király nővérét: Magyarország királya, Károly, ötszáz márka legfinomabb aranyat adott neki, hogy megváltsa őt a cseh királynak fizetendő adózástól. Elhatározták itt azt is, hogy ha e királyok közül bármelyiket vagy országukat valami ellenség támadná meg, a többiek kötelesek segítségére sietni. És ezt egymás között nagy eskükötéssel is megerősítették.

## Résztvevők

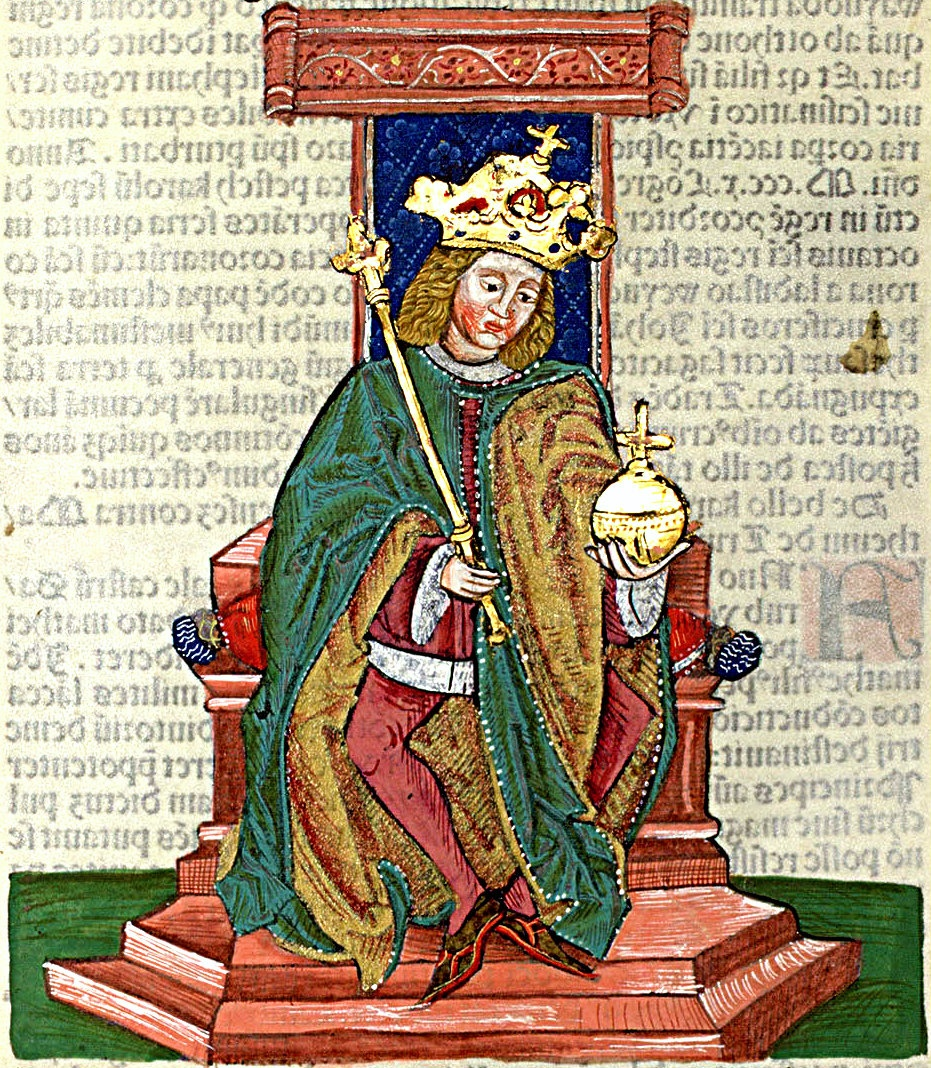
Károly Róbert magyar király
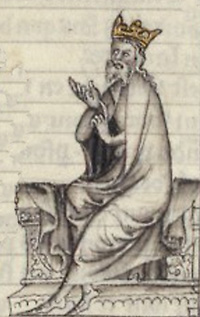
János cseh király
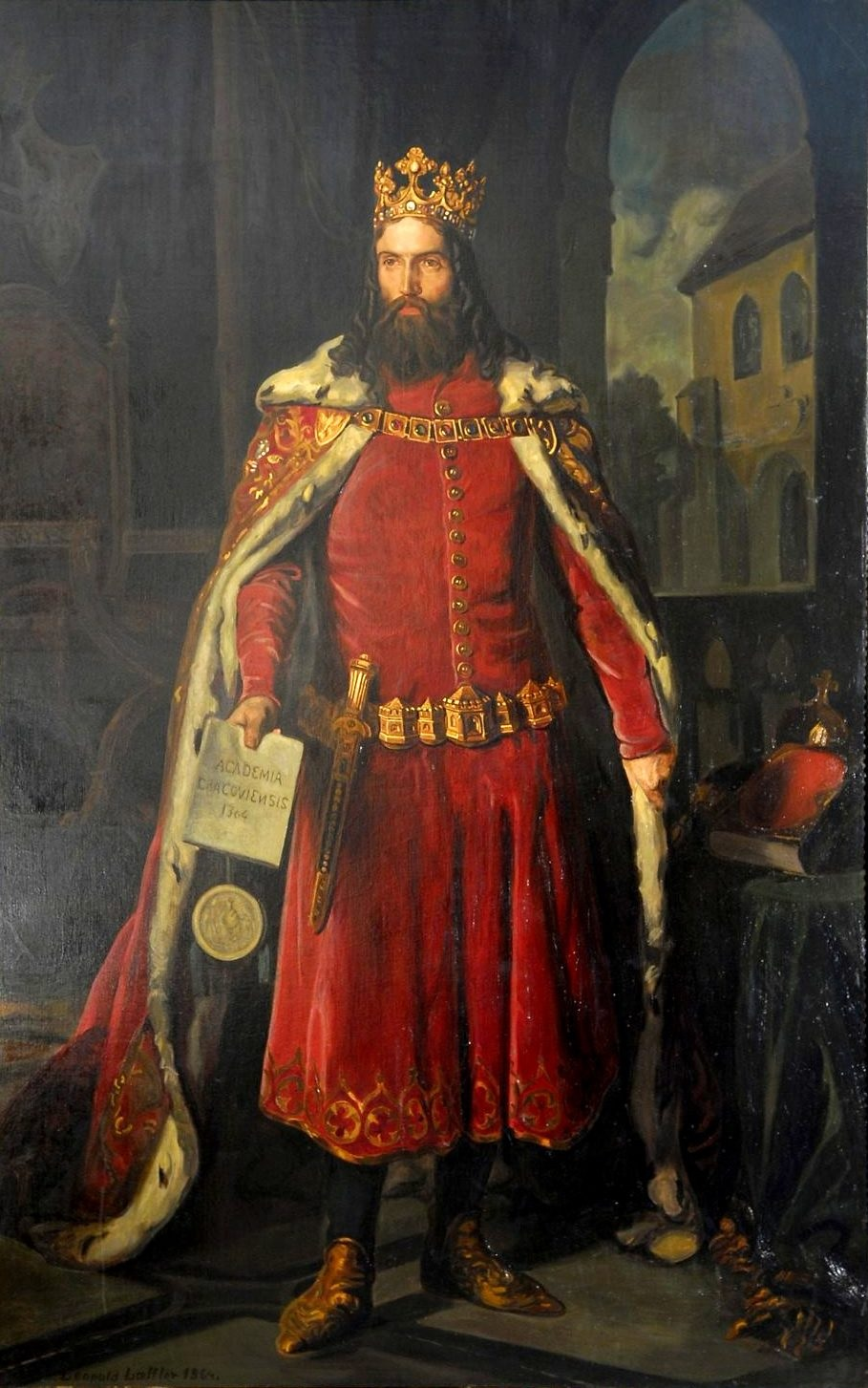
III. Kázmér lengyel király